# Sắt(II) borohydride
Sắt(II) borohydrua là một hợp chất vô cơ có công thức hóa học Fe(BH4)2, là chất rắn không bay hơi màu trắng.

## Điều chế
W. George và các cộng sự đã khử sắt(III) chloride bằng lithi borohydrua ở -45 ℃ để thu được sắt(II) borohydrua và sản phẩm phụ là hydro, lithi chloride và điboran. Phương trình hóa học như sau:
2FeCl3 + 6LiBH4 → 6LiCl + H2 + B2H6 + 2Fe(BH4)2

## Tính chất vật lý
Sắt(II) borohydrua là chất rắn màu trắng, không bay hơi, dễ tan trong ete.

## Tính chất hóa học
Sắt(II) borohydrua tồn tại ổn định dưới -10 ℃, và nhanh chóng phân hủy ở 0 ℃ thành điboran, hydro và các chất có chứa sắt và bo.

## Phức hợp
Các phức chất của sắt(II) borohydrua là L3Fe(H3BH), trong đó L3 là [TpPh2] và [PhBP3], [PhBP3] = [PhB(CH2PPh2)3]−.
Fe(BH4)2 còn tạo một số hợp chất với NH3, như Fe(BH4)2·6NH3 là bột màu trắng ổn định rất kém, dễ bị oxy hóa và phân hủy ngay ở nhiệt độ phòng.